# مرسام الإكليل

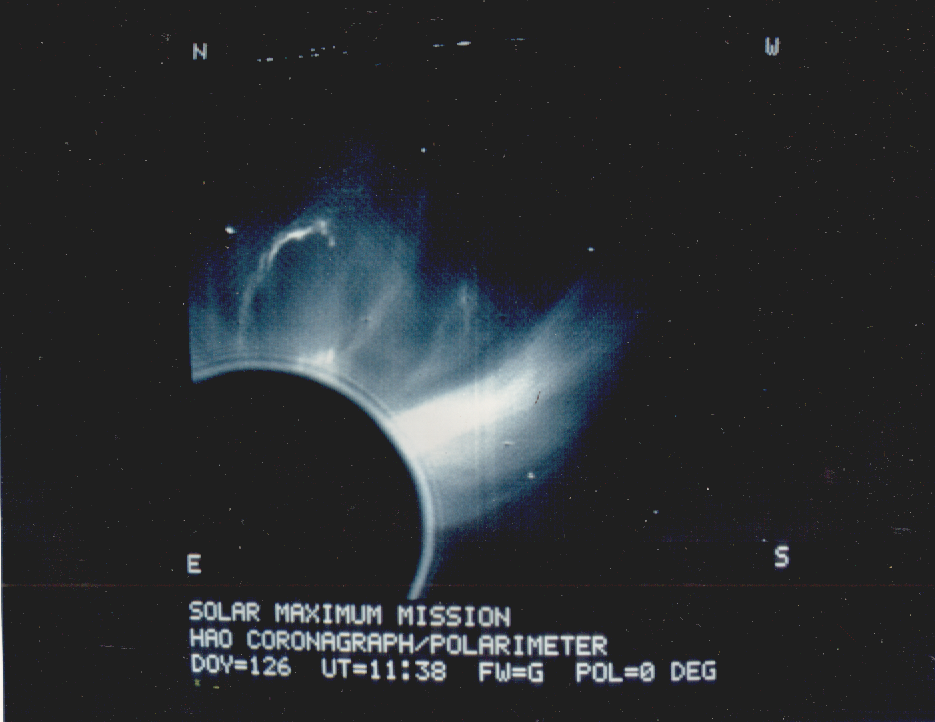
صورة توضيحية للشمس، بواسطة مرسام الإكليل.

المِكْلال أو مرسام الإكليل، وتسمى أيضًا مرسام الإكليل الشمسي أو مصور الهالة الشمسية أو مكشاف الإكليل الشمسي أو منظار الإكليل (بالإنجليزية: Coronagraph)‏، هو جهاز اخترعه عالم الفلك الفرنسي بيرنار ليو في عام 1930 خاص برصد جو الشمس أو نجم آخر، ومن ضمنه الجزء الداخلي من الإكليل الشمسي. ويتكون الجهاز من مقراب وجزء خاص لحجب أشعة الشمس.
ونظرا لكون لمعان الإكليل الشمسي أقل من لمعان الغلاف الضوئي بنحو مليون مرة فيجب حجب الضوء الزائد لمراقبة الإكليل نفسها وكذلك الجزء التحتي منها . ويتم ذلك عن طريق وضع كرة حاجبة ومرشح خاص يغطيان قرص الشمس محدثة كسوف اصطناعي للشمس .
يستخدم مرسام الإكليل أيضًا لرصد ودراسة الفضاء المحيط للنجوم اللامعة. مثال على ذلك الكوكب فم الحوت b التابع لنجم فم الحوت، وكذلك في رصد المجرة لمشاهدة نجم زائف مثل 3C 273.

## اقرأ أيضا
- مقراب شمسي
- مطياف
- صوفيا (مرصد طائر)
- مقراب فضائي
- مرصد ديناميكا الشمس
- مرصد كيك
- مرصد سوبارو
- مرصد جيميني
- مرصد مونا كيا
- مسبار فضائي

## كتب
- Dennis L. Gallagher, Roger W. Sinnott: How to build a coronagraph. Sky Publishing, Cambridge Mass. 1985, (Sky & telescope ISSN 0037-6604, Bd. 70, Nr. 6).